# Чемпіонат Європи з водних видів спорту 1934
52°08′09″ пн. ш. 11°41′55″ сх. д. / 52.1358° пн. ш. 11.6986° сх. д.
Чемпіонат Європи з водних видів спорту 1934, 4-й за ліком, тривав з 12 до 19 серпня 1934 року в Магдебурзі (Німеччина). Розіграно нагороди з плавання (на довгій воді), стрибків у воду і водного поло (чоловіки).

## Таблиця медалей
*   Країна-господарка ( Німеччина)
| Місце               | Країна              | Золото | Срібло | Бронза | Загалом |
| ------------------- | ------------------- | ------ | ------ | ------ | ------- |
| 1                   | Німеччина*          | 6      | 9      | 4      | 19      |
| 2                   | Нідерланди          | 4      | 2      | 1      | 7       |
| 3                   | Угорщина            | 3      | 0      | 0      | 3       |
| 4                   | Франція             | 2      | 0      | 0      | 2       |
| 5                   | Велика Британія     | 1      | 1      | 2      | 4       |
| 6                   | Італія              | 0      | 2      | 2      | 4       |
| 7                   | Чехословаччина      | 0      | 1      | 1      | 2       |
| 8                   | Швеція              | 0      | 1      | 0      | 1       |
| 9                   | Данія               | 0      | 0      | 4      | 4       |
| 10                  | Бельгія             | 0      | 0      | 1      | 1       |
| 10                  | Швейцарія           | 0      | 0      | 1      | 1       |
| Загалом (11 збірна) | Загалом (11 збірна) | 16     | 16     | 16     | 48      |

## Медальний залік

### Стрибки у воду
Змагання чоловіків
| Дисципліна    | Золото        | Золото | Срібло                       | Срібло | Бронза                       | Бронза |
| ------------- | ------------- | ------ | ---------------------------- | ------ | ---------------------------- | ------ |
| Трамплін, 3 м | Лео Есер      | 138.75 | Вінфрід Мараун               | 129.53 | Франц Ляйкерт Чехословаччина | 129.38 |
| Вишка, 10 м   | Германн Шторк | 98.99  | Франц Ляйкерт Чехословаччина | 92.17  | Евальд Рібшлеґер             | 90.72  |

Змагання жінок
| Дисципліна    | Золото           | Золото | Срібло                         | Срібло | Бронза           | Бронза |
| ------------- | ---------------- | ------ | ------------------------------ | ------ | ---------------- | ------ |
| Трамплін, 3 м | Ольґа Єнш-Йордан | 74.78  | Катінка Ларсен Велика Британія | 68.1   | Аннелізе Капп    | 65.56  |
| Вишка, 10 м   | Герта Шіхе       | 35.43  | Інґеборґ Шеквіст Швеція        | 31.54  | Інґер Краг Данія | 31.39  |

### Плавання
Змагання чоловіків
| Дисципліна                      | Золото                                            | Золото  | Срібло                                                | Срібло  | Бронза                                                    | Бронза  |
| ------------------------------- | ------------------------------------------------- | ------- | ----------------------------------------------------- | ------- | --------------------------------------------------------- | ------- |
| 100 м вільним стилем            | Ференц Чік                                        | 59.7    | Гельмут Фішер                                         | 59.8    | Отто Вілле                                                | 1:01.2  |
| 400 м вільним стилем            | Жан Тарі Франція                                  | 4:55.5  | Паоло Костолі                                         | 5:07.5  | Джакомо Сіньйорі                                          | 5:11.0  |
| 1500 м вільним стилем           | Жан Тарі Франція                                  | 20:01.5 | Паоло Костолі                                         | 21:01.1 | Норман Вайнрайт Велика Британія                           | 21:10.0 |
| 100 м на спині                  | Джон Бесфорд Велика Британія                      | 1:11.7  | Ернст Кюпперс                                         | 1:12.2  | Едґар Зіґріст Швейцарія                                   | 1:12.6  |
| 200 м брасом                    | Ервін Зітас                                       | 2:49.0  | Пауль Шварц                                           | 2:49.4  | Ганс Мальстрем Данія                                      | 2:49.8  |
| естафета 4×200 м вільним стилем | Еден Гроф Андраш Мароті Ференц Чік Арпад Лендьєль | 9:30.2  | Гайко Шварц Вольфґанґ Ляйзевіц Отто Ленкіч Отто Вілле | 9:31.2  | Массімо Коста Джакомо Сіньйорі Гвідо Джунта Паоло Костолі | 9:44.1  |

Змагання жінок
| Дисципліна                      | Золото                                                              | Золото | Срібло                                                    | Срібло | Бронза                                                                   | Бронза |
| ------------------------------- | ------------------------------------------------------------------- | ------ | --------------------------------------------------------- | ------ | ------------------------------------------------------------------------ | ------ |
| 100 м вільним стилем            | Віллі ден Ауден Нідерланди                                          | 1:07.1 | Рі Мастенбрук Нідерланди                                  | 1:08.1 | Ґізела Арендт                                                            | 1:10.3 |
| 400 м вільним стилем            | Рі Мастенбрук Нідерланди                                            | 5:27.4 | Віллі ден Ауден Нідерланди                                | 5:27.4 | Ліллі Андерсен Данія                                                     | 5:45.1 |
| 100 м на спині                  | Рі Мастенбрук Нідерланди                                            | 1:20.3 | Ґізела Арендт                                             | 1:20.4 | Пук Оверслот Нідерланди                                                  | 1:22.2 |
| 200 м брасом                    | Марта Ґененґер                                                      | 3:09.2 | Ганні Гельцнер                                            | 3:09.3 | Інґер Краг Данія                                                         | 3:13.2 |
| естафета 4×100 м вільним стилем | Нідерланди Йопі Селбах Анс Тіммерманс Рі Мастенбрук Віллі ден Ауден | 4:41.5 | Рут Гальвсґут Інґрід Оліґер Гільде Зальберт Ґізела Арендт | 4:50.4 | Велика Британія Олів Бартл Марджері Гінтон Една Г'юз Беатріс Волстенголм | 4:58.3 |

### Водне поло
| Дисципліна       | Золото   | Срібло    | Бронза  |
| ---------------- | -------- | --------- | ------- |
| чоловічий турнір | Угорщина | Німеччина | Бельгія |